# Tuiza
San Cristóbal de Tuiza o Tuiza (Tuíza en asturiano y oficialmente) es una parroquia del concejo de Lena en el Principado de Asturias. Desde 2006 forma parte del parque natural de Las Ubiñas-La Mesa. Situada al final del valle del Huerna, se accede por la carretera local de 2.º orden LN-8 desde Campomanes.

## Población
La parroquia tiene una superficie total de 23,81 km², y el número de habitantes varía en función de la época del año, distribuidos en tres núcleos de población:
- Tuiza de Abajo (Tuíza Baxo),[1] situada a una distancia de 27,8 kilómetros de Pola de Lena, a 1094 metros de altitud.[2]
- Tuiza de Arriba (Tuíza Riba),[1] a 1223 metros de altitud,[2] es un lugar de paso de montañeros hacia macizo de Ubiña. Cuenta con una área recreativa para hacer pícnic y un centro de información del parque natural de Las Ubiñas-La Mesa.[3]
- El Campo (El Quempu),[1] a 1067 metros de altitud,[2] se accede por carretera desde Tuiza de Abajo.

En 1998 recibió, junto con el resto de parroquias del valle del Huerna, el Premio al Pueblo Ejemplar de Asturias.

## Actividades de montaña
En Tuiza se encuentra la vertiente asturiana del macizo de Ubiña. Siendo Peña Ubiña la Grande, de 2417 metros, la mayor altitud dentro del Concejo de Lena, igualada esta altitud por el Fontán Norte, ya en el Concejo de Quirós. En este macizo se practican toda clase de actividades de alta montaña, desde senderismo hasta la escalada invernal. En la vega del Meicín, a 1560 metros, hay un refugio de montaña.